# ميايم بياليك
ميّايم تشايا بياليك (بالإنجليزية: Mayim Bialik) (من مواليد 12 ديسمبر 1975) هي عالمة أعصاب و ممثلة أمريكية اشتهرت بعد أدوارها على ان بي سي في المسلسل الكوميدي زهرة ودورها في مسلسل فكاهي نظرية الانفجار الكبير على شبكة سي بي إس ، والتي رشحت لجائزة ايمى بريمتيم لأفضل ممثلة في مسلسل كوميدي .

## روابط خارجية
- الموقع الرسمي
- GrokNation
- Mayim Bialik on kveller
- ميايم بياليك على موقع IMDb (الإنجليزية)
- ميايم بياليك على موقع ميتاكريتيك (الإنجليزية)
- ميايم بياليك على موقع روتن توميتوز (الإنجليزية)
- ميايم بياليك على موقع قاعدة بيانات الأفلام العربية
- ميايم بياليك على موقع ألو سيني (الفرنسية)
- ميايم بياليك على موقع تيرنر كلاسيك موفيز (الإنجليزية)
- ميايم بياليك على موقع أول موفي (الإنجليزية)
- ميايم بياليك على موقع قاعدة بيانات برودواي على الإنترنت (الإنجليزية)
- ميايم بياليك على موقع قاعدة بيانات الأفلام السويدية (السويدية)
- ميايم بياليك على موقع إن إن دي بي (الإنجليزية)